# Benn Clatworthy
Benn Clatworthy  (* 1956 in Hastings)  ist ein aus England stammender, in den Vereinigten Staaten lebender Tenorsaxophonist des Hardbop.
Clatworthy wuchs in England auf und lebt seit 1980 in Los Angeles, wo er seitdem u. a. mit Cedar Walton, Lionel Hampton, Jimmy Cleveland, Roy McCurdy, Alan Barnes, Alex Acuña, Johnny Hammond Smith, Bobby Shew und Albert „Tootie“ Heath arbeitete. Er ist außerdem Mitglied im Fransisco Aguabella Latin Jazz Septet, dem Tony Insalaco Quintet und der Pete Christlieb Band. 1990 erschien sein erstes Album unter eigenem Namen auf dem Label Discovery (Thanks Horace) mit der Pianistin Cecilia Coleman; 1995 erschien While My Lady Sleeps mit Cedar Walton als Gastmusiker.

Clatworthy ist ein Enkel der englischen Music-Hall-Legende Gertie Lawrence. Sein Album Gertie, Phil, Theo & Me mit Jazz-Standards wie Body and Soul, Someone to Watch Over Me und Noël Cowards „Poor Little Rich Girl“ und „Someday I'll Find You“ widmete er seiner Großmutter.
Stilistisch ist Clatworthy vom John Coltrane der späten 1950er Jahre, aber auch von Warne Marsh und Sonny Rollins beeinflusst.

## Diskographische Hinweise
- Gertie, Phil, Theo & Me (Mainstem, 2001)
- Live (BCM, 2002)
- Seven for Nica (CSJ, 2003)
- Tercet (BCM; 2004)
- The Decideer (BCM, 2008) mit  Chris Colangelo (b), Ryan Doyle (dr)
- The Pursuit (2020), mit John Donaldson, Simon Thorpe, Darren Beckett